# 金日磾
| 姓名   | 金日磾                                 |
| 時代   | 前漢                                   |
| 生没年 | 前134年 - 前86年9月29日                |
| 字     | 翁叔                                   |
| 墓所   | 茂陵陪葬墓                             |
| 官位   | 侍中駙馬都尉、光禄大夫、車騎将軍、秺侯 |
| 主君   | 武帝                                   |
| 氏族   | 金                                     |
| 父母   | 父:休屠王                              |
| 子     | 金賞、金建ほか                         |

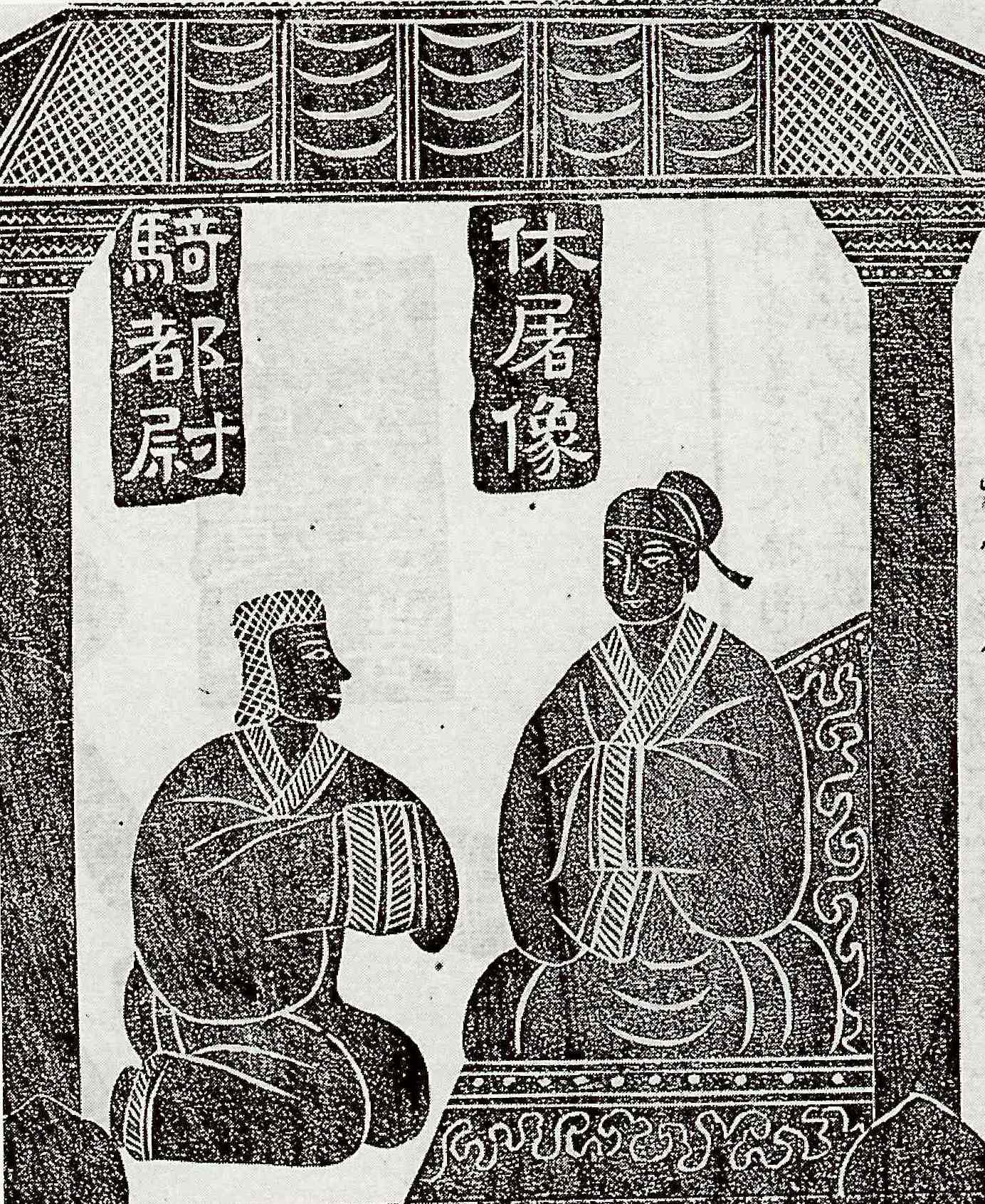
左が金日磾、右が父の休屠王

金 日磾（きん じつてい/じちてい、拼音: Jīn Mìdī、紀元前134年 - 紀元前86年9月29日）は、前漢の政治家・軍人。字は翁叔。匈奴の休屠王の太子である。漢の武帝により金姓を授けられた。秺侯

## 略歴
紀元前121年春、驃騎将軍の霍去病は1万騎を率いて、匈奴討伐に出征した。戦いは連戦連勝であった。河西地域にいた休屠王と渾邪王の部族と戦い、休屠王が天を祭るために用いていた黄金の像を手に入れた。同年秋、休屠王と渾邪王は漢に投降することを画策し漢にその旨を伝えた。そのため漢は霍去病を彼らの迎えに派遣した。しかし休屠王はのちになって投降をためらったので、渾邪王は休屠王を殺した。渾邪王は4万人の匈奴と休屠王の太子を率いて投降した。武帝は渾邪王を列侯に封じた。14歳の休屠王の太子（日磾）とその家族は官奴とされ、太子は馬番をするようになったが、武帝は身長が8尺2寸という、立派な風格と威厳ある容貌を見初め、馬監とした。日磾は大変聡明な人で、次に侍中・駙馬都尉・光禄大夫となった。次第に信頼を得て、武帝の近侍臣にまでなった。
彼は休屠王が天を祭るために用いていた黄金の像（金人）にちなんで、武帝から金という姓を賜った。金日磾の母は人徳者で、武帝はその美徳をとても感心していたが、病没すると、武帝は甘泉宮に休屠王の妻の絵を展示させた。金日磾は毎日母の肖像画に向かい、泣きながらひざまずいて祈り、黙祷した。宮廷生活も数十年となった。金日磾は武帝から宮女を賜ったが、金日磾は彼女に近づこうとしなかった。また武帝は、その女を後宮に入れようとしたが、金日磾は応じようとしなかった。金日磾の2人の子供は武帝の寵童となったが、成長するに従い、武帝の頭を抱えるような狼藉を働くようになり、長男は宮廷の女官をたぶらかすようになったので、金日磾は彼を殺した。当初武帝はそれを怒ったが、金日磾と話し、誠実で忠義な人柄を改めて知った武帝は、罪に問うことはなく、ますます信頼するようになった。
紀元前91年に江充・戾太子劉拠の事件が勃発した。その後、紀元前88年6月に金日磾は、江充の親友だった馬何羅らが武帝を暗殺しようと企てた時にいち早く察知し、馬何羅を格闘の末に捕らえた。これにより忠節を称えられるようになった。
金日磾は、自分が漢人ではなく匈奴であったこともあって慎み深く、あくまで慎重だった。紀元前87年に武帝は崩御した。武帝は病床に霍光・金日磾・上官桀の3人を呼び寄せ、昭帝を補佐するよう後事を託した。霍光は当初、金日磾に昭帝補佐の地位を譲ろうとした。これに対して金日磾は、「私は外国人です。そんなことをすれば漢は匈奴に軽んじられます」といって拒否し、霍光の補佐となった。霍光は大司馬大将軍、金日磾は車騎将軍、上官桀は左将軍となった。
しかし金日磾は、昭帝が即位して1年あまり後の、紀元前86年9月に没した。死ぬ直前の病の床で列侯（秺侯）に封じられた。死後に敬侯と諡され、武帝の墳墓である茂陵の近くに埋葬された。
列侯は子の金賞が継承した。金賞および弟の金建は昭帝と年が近く、昭帝と寝起きを共にした。また、金日磾の弟の金倫は黄門郎となったが早死にし、金倫の子である金安上以降になって栄えた。
後漢末の金旋・金禕父子は金日磾の末裔である。
1954年に山西省で見つかった大唐故金氏夫人墓銘や新羅文武王陵碑や新羅の各種金石文などには、新羅王家は金日磾の末裔と記録されており、韓国の学者には、積石木槨墳の副葬品と匈奴系との類似性などを根拠に、新羅王家の匈奴渡来説を指摘する意見がある。これについて、韓国の公共放送局KBSがドキュメンタリーを報道したこともある。

## 名前の発音
現代中国で使われている普通話では「日」の拼音はrìであるが、金日磾と馬日磾の「日」だけはmìであり、「冪」や「密」と同じ発音になる。